# 設楽町立田峯小学校
設楽町立田峯小学校（したらちょうりつだみねしょうがっこう）は、かつて愛知県北設楽郡設楽町田峯にあった公立の小学校。
1873年（明治6年）11月19日創立。1927年（昭和2年）竣工の木造平屋建の普通教室棟と特別教室棟は、それぞれ国の登録有形文化財に登録されている。2018年度（平成30年度）の教員は6人、児童数は11人であり、複式3学級をとっていた。児童数の減少により2024年（令和6年）3月31日で閉校し、田口小学校と統合された。
田峯地区にはかつて田峰城があり、現在は本丸御殿が復元されている。南東方向に傾斜する田峯地区には茶畑が多く、田峯茶が生産されている。寺院としては田峯観音（高勝寺）と日光寺があり、田峯観音の例祭で行われる田峯田楽は国指定無形民俗文化財となっている。

## 年表

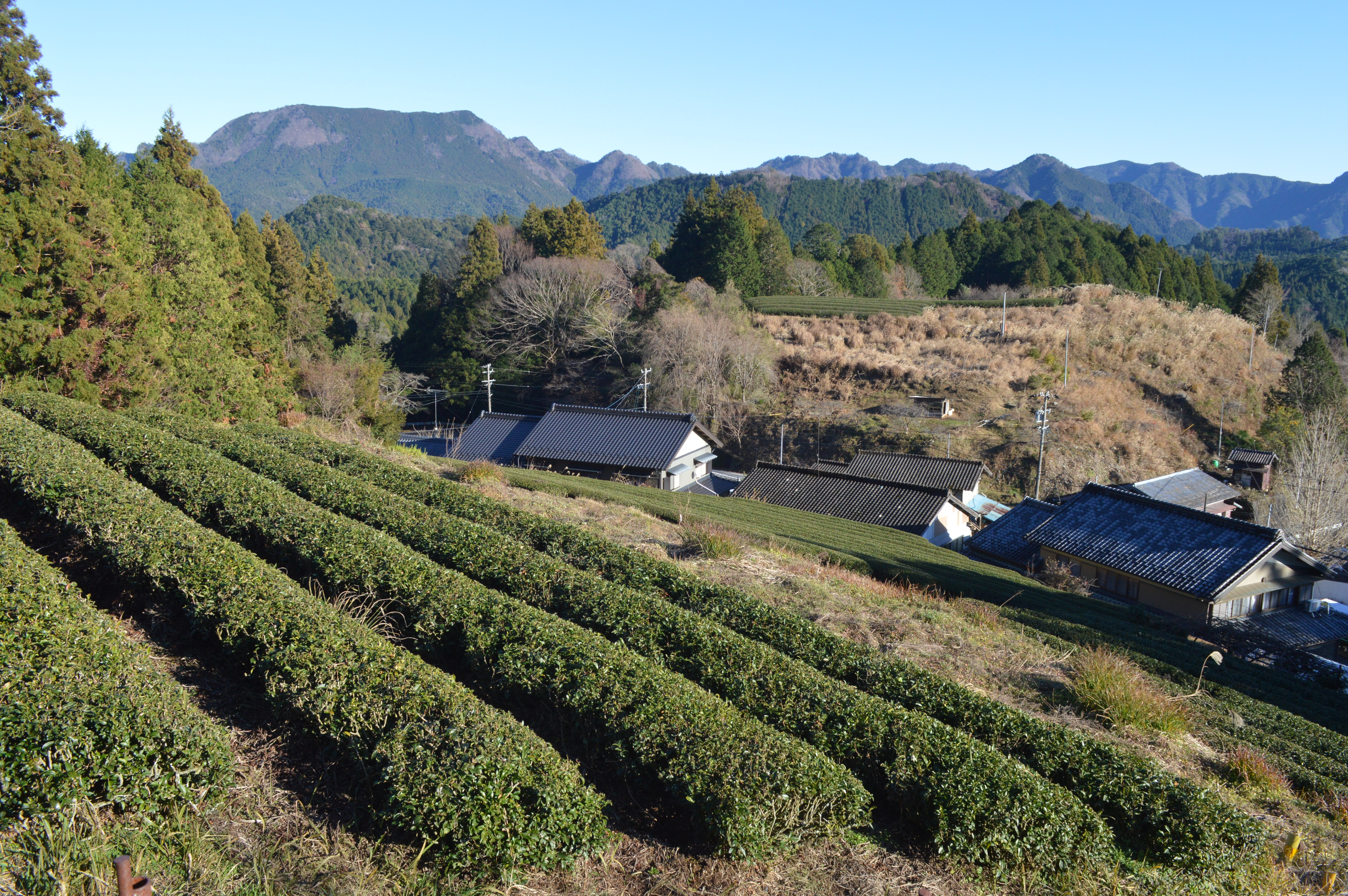
田峯地区

- 1873年（明治6年）11月19日 - 北設楽郡段嶺村に第15番小学田峯学校として開校。
- 1882年（明治15年） - 北設楽郡第二学区公立小学田峯学校に改称。
- 1927年（昭和2年）12月 - 現在地に移転して現校舎が竣工。
- 1934年（昭和9年） - 裏谷分教場を設置。
- 1941年（昭和16年） - 段嶺村立田峯国民学校に改称。
- 1947年（昭和22年） - 段嶺村立田峯小学校に改称。
- 1956年（昭和31年）9月30日 - 設楽町の成立により設楽町立田峯小学校に改称。
- 1967年（昭和42年） - 裏谷分校が独立して設楽町立裏谷小学校となる。
- 1979年（昭和54年） - 設楽町立裏谷小学校が設楽町立田峯小学校裏谷分校に改称。
- 1997年（平成9年）3月 - 田峯小学校裏谷分校が閉校。
- 2024年（令和6年）3月22日 - 閉校式[2]。

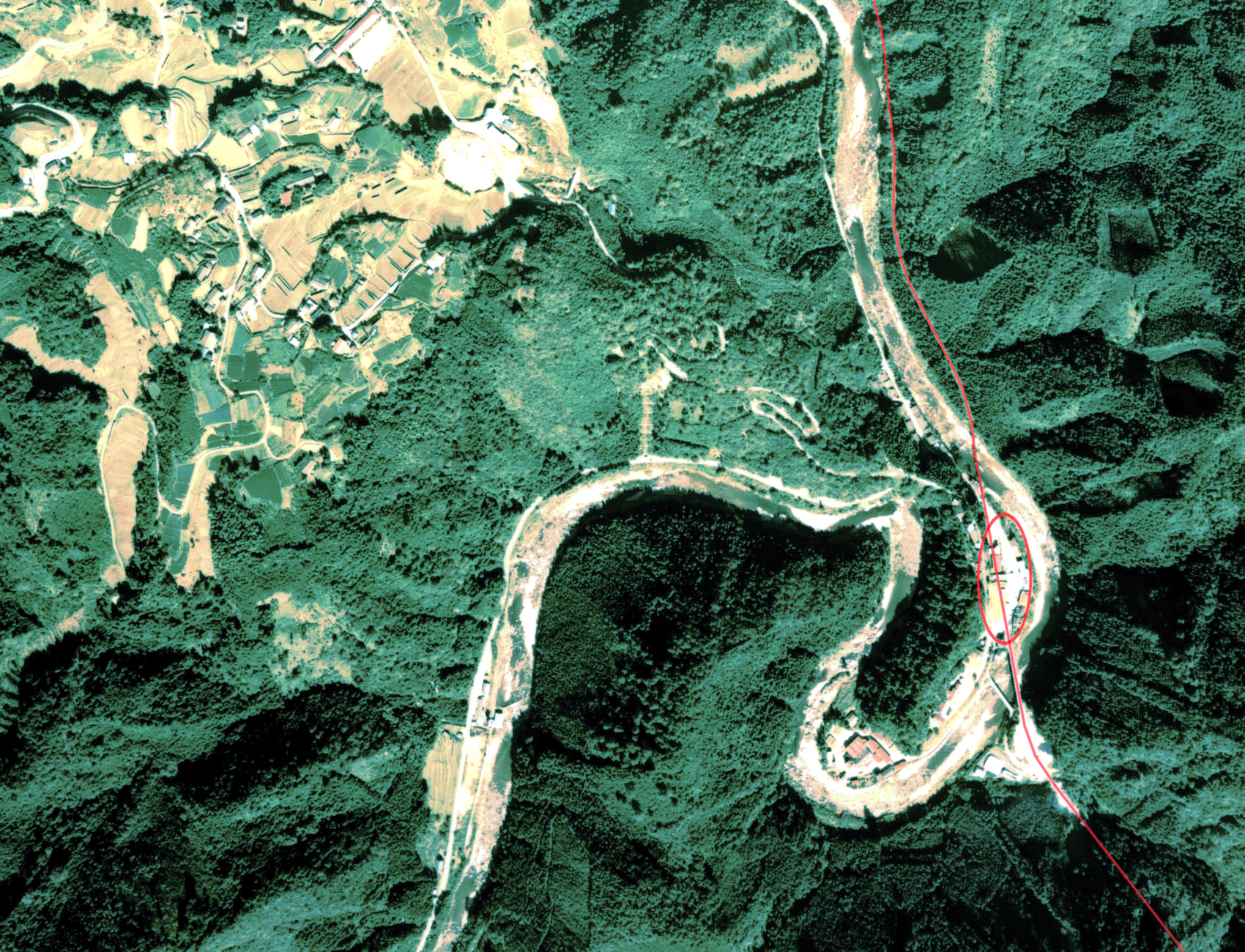
田峯地区（左上）と豊橋鉄道田口線田峰駅（右下）と豊川の位置関係。画像上端に田峯小学校の一文字型の校舎とグラウンドが見える。

- 2024年（令和6年）3月31日 - 閉校。

## 歴史

### 田峯小学校
1873年（明治6年）11月19日、北設楽郡段嶺村の日光寺に第15番小学田峯学校として開校した。なお、『北設百年の教育』は田峯学校の開校が1873年10月であるとしている。1875年（明治8年）には日光寺が火災にあったため、白鳥神社に移っている。1882年（明治15年）には北設楽郡第二学区公立小学田峯学校に改称した。同年4月には三津橋津島神社に田峯学校分教場（後の設楽町立三津橋小学校、1997年3月に廃校となって三都橋交流センターに）を設置したが、1886年（明治19年）12月には分教場が廃止されている。
1891年（明治24年）には田峯観音（高勝寺）の境内に校舎を新築。同年には再び三津橋に田峯尋常小学校分教場が設置されている。1892年（明治25年）4月には豊邦尋常小学校が田峯尋常小学校分教場となった。1902年（明治35年）4月には三津橋の分教場が独立して三津橋尋常小学校となり、豊邦の分教場が独立して豊邦尋常小学校（後の設楽町立豊邦小学校、1997年3月に廃校）となった。1907年（明治40年）4月には高等科が設置され、田峯尋常高等小学校に改称した。1908年（明治41年）9月には段戸西川に分教場が設置された。1926年（大正15年）3月には火災で校舎が全焼し、日光寺に仮校舎を置いた。
1927年（昭和2年）12月には現在地に現在の校舎が竣工。なお、『北設百年の教育』は現在の校舎の再建が1927年4月であるとしている。桁行65mの平屋建であり、一文字型の片廊下式校舎である。時を同じくしてアメリカ合衆国から日米親善大使の青い目の人形「グレース」が寄贈され、「グレース」は同校のマスコットとなっている。
1934年（昭和9年）4月には裏谷分教場が設置された。1943年（昭和18年）には西川分教場が一時的に閉鎖された。1947年（昭和22年）には田峯小学校の一部を使用して段嶺村立段嶺中学校を併置している。1947年度（昭和22年度）の児童数は156人。1951年（昭和26年）には校歌を制定した。
1956年（昭和31年）9月30日には田口町・段嶺村・名倉村・振草村（の一部）の1町3村が合併して設楽町が成立し、設楽町立田峯小学校に改称した。1957年度（昭和32年度）の児童数は132人。1967年度（昭和42年度）の児童数は65人。1973年（昭和48年）には創立百年記念式典を開催している。1977年度（昭和52年度）の児童数は23人。1987年度（昭和62年度）の児童数は17人。
1989年（平成元年度）にはアメリカ合衆国・オハイオ州デイトン市のラスキン小学校と姉妹校提携を結び、以後は児童の相互訪問、作品や手紙の交換などを継続している。1996年（平成8年度）には愛知県国際交流功労賞を受賞した。1997年度の児童数は9人。2001年（平成13年）には設楽町立清嶺中学校など設楽町内の3中学校が統合され、旧・段嶺村域から中学校がなくなった。
2010年（平成22年）から行われた木造校舎の耐震工事は2011年（平成23年）に完了。2012年度（平成24年度）には日本建築防災協会が主催する平成24年度耐震改修優秀建築賞理事長賞を受賞した。耐震工事は2013年度（平成25年度）の第21回愛知まちなみ建築賞としても評価されている。2014年（平成26年）4月25日には「設楽町立田峯小学校普通教室棟」「設楽町立田峯小学校特別教室棟」がそれぞれ国の登録有形文化財に登録された。設楽町では初の登録有形文化財である。
ラスキン小学校やウィンザー小学校との日米文化交流などが評価され、2008年（平成20年）には中日新聞社による中日教育賞を受賞した。3年に一度の訪米事業は2014年の第9回で終了している。
2022年（令和4年）7月、設楽町教育委員会は「設楽町教育振興基本計画(令和4年度〜令和8年度)」を策定し、2024年（令和6年）3月をもって田峯小学校を閉校し、田口小学校と統合する方針を決定。2024年（令和6年）3月22日に閉校式が挙行された。閉校直前の在籍児童は5人で、大谷翔平から大谷グローブが届くと、児童らは毎日のようにキャッチボールをして楽しんだ。
2024年（令和6年）3月31日に閉校。登録有形文化財の校舎は同年4月から町が管理し、地域おこし協力隊の活動拠点となった。児童たちが作成した田峯小学校の歴史・活動を紹介する展示物はそのまま残され、青い目の人形「グレース」は常駐する地域おこし協力隊員の管理のもと、施錠された校長室で保管されている。なお、閉校まで学校が持っていた大谷グローブは、「田峯でもらったのだから、田峯に残せばいい」という地域住民の声があったものの、10キロメートル離れた統合先の田口小学校へ移された。

### 裏谷分校
1934年（昭和9年）には東加茂郡足助町大多賀に近い裏谷に田峯小学校裏谷分教場を設置した。戦後の1946年（昭和21年）9月には裏谷分校の校舎が新築された。1967年（昭和42年）には裏谷分校が独立して設楽町立裏谷小学校となった。
1979年（昭和54年）には設楽町立裏谷小学校が閉校し、設楽町立田峯小学校裏谷分校となった。1997年（平成9年）3月には在籍者がなくなった田峯小学校裏谷分校が閉校となった。

## 校章・校旗・校歌
- 校章
  - 1910年（明治43年）頃には「田峯」の文字を図案化された校章を用いていた[26]。1947年に段嶺中学校が併設された際には、小中共通の校章を公募して現在の校章が制定された[26]。田峯城主である菅沼氏の家紋「釘貫」の一部を取って四角形を作り、四角形の中に「田峯」の文字を配している。
- 校旗
  - 段峯村時代の校旗を用いている[26]。
- 校歌
  - 1951年（昭和26年）1月17日に制定された[26]。作詞は山本紫水、作曲は永見貞三[26]。

## 児童数
| 1947年（昭和22年） | 156人 |
| 1957年（昭和32年） | 132人 |
| 1967年（昭和42年） | 65人  |
| 1977年（昭和52年） | 23人  |
| 1987年（昭和62年） | 17人  |
| 1997年（平成9年）  | 19人  |
| 2007年（平成19年） | 13人  |
| 2017年（平成29年） | 12人  |

児童数の出典は『六三制教育七十周年記念 愛知県小中学校誌』

## 受賞
- 1996年（平成8年） - 愛知県国際交流功労賞[3]
- 2000年（平成12年） - 朝日のびのび教育賞[3]
- 2001年（平成13年） - 優良PTA活動文部科学大臣表彰[3]
- 2008年（平成20年） - 中日教育賞[3][27][1]
- 2011年（平成23年） - 博報賞 文部科学大臣奨励賞[3][28][1]
- 2012年（平成24年） - 耐震改修優秀建築賞 理事長賞[17]
- 2013年（平成25年） - 愛知まちなみ建築賞[18][29]

## アクセス

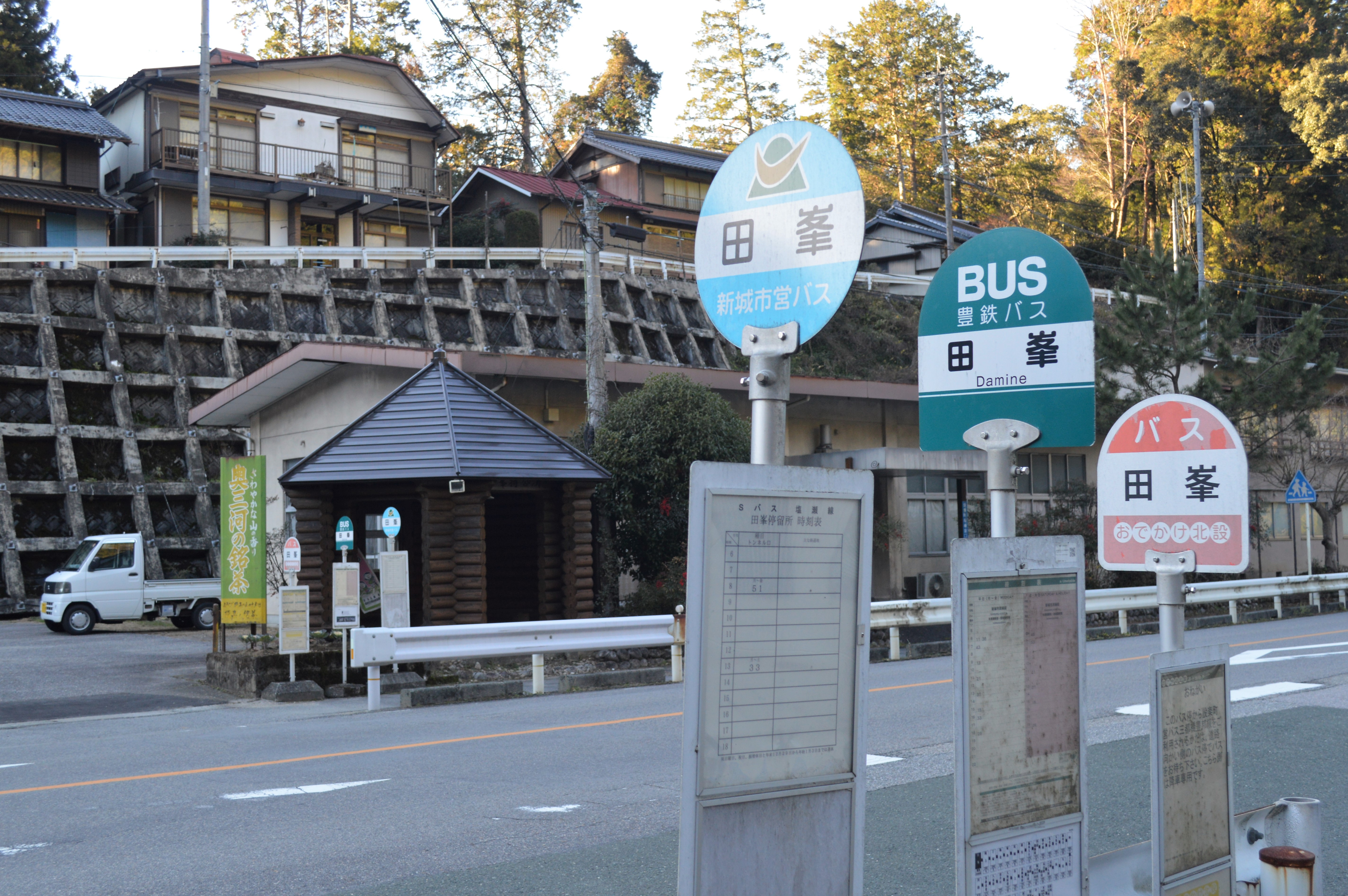
「田峯」バス停

1930年（昭和5年）には国鉄飯田線本長篠駅（現・新城市）と三河田口駅（現・設楽町）を結ぶ田口鉄道が開通し、段嶺村田峯地区への最寄駅として田峰駅が開業した。ただし豊川河岸にある田峰駅と田峯小学校は1.4km程離れており、田峰駅からは150mほどの高低差を上る必要がある。田口鉄道は1956年（昭和31年）に豊橋鉄道田口線となったが、1966年（昭和41年）に営業休止し、1968年（昭和43年）に廃線となった。
豊鉄バスの田口新城線は、新城駅や本長篠駅から田峯を経由して設楽町役場のある田口に至っている。